# Grüne Blattduftstoffe
| Grüne Blattduftstoffe       |                                                    |                |
| Systematischer Name (IUPAC) | Trivialname                                        | Strukturformel |
| 1-Hexanol                   | Capronalkohol                                      |                |
| Hexanal                     | Capronaldehyd                                      |                |
| (Z)-Hex-3-enal              | Blattaldehyd cis-3-Hexenal                         |                |
| (E)-Hex-2-enal              | trans-2-Hexenal                                    |                |
| (E)-Hex-2-en-1-ol           | trans-2-Hexen-1-ol                                 |                |
| (Z)-Hex-3-en-1-ol           | Blattalkohol cis-3-Hexen-1-ol                      |                |
| (Z)-Hex-3-en-1-ylacetat     | Essigsäureester des Blattalkohols cis-3-Hexen-1-ol |                |

Grüne Blattduftstoffe (englisch green leaf volatiles – GLV) ist ein Überbegriff für die flüchtigen Blattduftstoffe, die bei mechanischer Verletzung von Pflanzenteilen frei werden und die als Phytoalexine für die Pflanze fungieren.
Es handelt sich dabei um C6-Körper aus den Stoffgruppen Alkohole und Aldehyde. Gelegentlich werden auch noch Derivate dieser Verbindungen, wie beispielsweise die Essigsäureester der Alkohole, zu den grünen Blattduftstoffen gerechnet. Die quantitative Verteilung der Einzelkomponenten variiert stark zwischen unterschiedlichen Pflanzen. Die Biosynthese vieler GLV erfolgt aus α-Linolensäure, die mittels Lipoxygenasen über eine Peroxycarbonsäure zu flüchtigem (Z)-3-Hexenal und einer nichtflüchtigen C12-Verbindung gespalten wird. Das 3-Hexenal wird zum bekanntesten Vertreter der grünen Blattduftstoffe reduziert, dem cis-3-Hexenol, welches auch als Blattalkohol bekannt ist. Dieser wird meist zum cis-Hexenylacetat, dem Essigsäureester des Blattalkohols, umgesetzt.
Die grünen Blattduftstoffe haben ihre Funktion in der Abtötung von Pilzen (Fungizid) und Bakterien (Bakterizid) sowie der Abschreckung von weiteren Fressfeinden (Herbivoren), darunter hauptsächlich Insekten. Diese Eigenschaften werden als direkte Abwehr bezeichnet. Daneben hat sich durch die aktuelle Forschung in der chemischen Ökologie inzwischen herausgestellt, dass sie auch Vertreter der 3. trophischen Ebene anlocken können, d. h. Fressfeinde (Prädatoren) oder Parasitoide (z. B. Schlupfwespen), die sich von den Herbivoren ernähren und daher der Pflanze zu Hilfe kommen.